# Teudis tensus
Teudis tensus är en spindelart som först beskrevs av Eugen von Keyserling 1891.  Teudis tensus ingår i släktet Teudis och familjen spökspindlar. Inga underarter finns listade i Catalogue of Life.